# You're the Storm
"You're the Storm" är en låt av den svenska rockgruppen The Cardigans, utgiven som den andra singeln från deras femte album Long Gone Before Daylight (2003). Texten är skriven av Nina Persson medan Peter Svensson skrev musiken. Singeln debutera de på den svenska försäljningslistan den 12 september 2003 och låg som högst på plats 10.
Musikvideon regisserades av Amir Chamdin.

## Låtlista
1. "You're the Storm" – 3:53
2. "Hold Me" – 3:38
3. "You're the Storm" (Sandkvie Session) – 4:33
4. "You're the Storm" (First Demo) – 3:27

## Listplaceringar
| Lista (2003)                      | Högsta placering |
| --------------------------------- | ---------------- |
| Storbritannien (UK Singles Chart) | 74               |
| Sverige (Sverigetopplistan)       | 10               |